# She Knows
She Knows is een nummer van het Belgische dj-duo Dimitri Vegas & Like Mike, de Franse dj David Guetta, de Senegalees-Amerikaanse zanger Akon en het Nederlandse dj-duo Afro Bros uit 2023.
De beat is gesampled uit Fiesta van The Sunclub (1996), wat later ook weer gesampled werd in Summer jam 2003 van The Underdog Project. "She Knows" is een dansbaar nummer met duidelijk hoorbare invloeden uit de afrobeat. In België, het thuisland van Dimitri Vegas & Like Mike, bereikte de 15e positie in de Vlaamse Ultratop 50, terwijl in Guetta's thuisland Frankrijk echter geen hitnotering werd behaald. Des te succesvoller was het in de Nederlandse Top 40, waar het de 4e positie bereikte.

## Tracklijst
Muziekdownload
1. "She Knows" - 2:40